# Arithmétique décimale
Une arithmétique décimale est une arithmétique en base 10 (système décimal) : le système de numérotation est doté de 10 chiffres, allant de 0 à 9.
C'est le système de numération aujourd'hui le plus couramment utilisé dans les civilisations occidentales. Il a sa source dans les mathématiques indiennes et a été transmis aux Européens par des textes hérités des civilisations de langue arabe.
Le système de numération décimal a aussi été indépendamment développé par des civilisations précolombiennes, comme en témoigne l'usage des quipus.

## Voir également
- Arithmétique binaire
- Arithmétique sexagésimale